# Horex SB 35
De Horex SB 35 is een motorfiets die het Duitse merk Horex produceerde van 1939 tot 1940 en van 1948 tot 1949. 
| Het Horex SB 35-blok werd gebruikt in de Victoria KR 35. |

## Voorgeschiedenis S 35
Horex had al in 1934 een 350cc-eencilinder, de door hoofdingenieur Hermann Reeb ontwikkelde Horex S 35, op de markt gebracht. Deze machine met Columbus-motor met een boring-slagverhouding van 69 x 91,2 mm. Aan de rechterkant van de licht voorover hellende cilinder zat een ronde buis, waardoor het leek alsof de bovenliggende nokkenas door een koningsas werd aangedreven. Dat was echter slechts schijn: in de buis zaten de beide stoterstangen en de machine had een laaggeplaatste nokkenas. Victoria kocht de motor als inbouwmotor voor de populaire Victoria KR 35.

## SB 35
In 1937 huurde directeur Fritz Kleemann Richard Küchen in om samen met Hermann Reeb de 350cc-SB (Sport Block) 35 te ontwikkelen. Waarschijnlijk was Küchen gestuurd door zijn eerdere werkgever Victoria in Neurenberg, dat een vervangend blok nodig had voor de 350cc-Sturmey-Archer-kopkleppers die door de importbeperking niet meer ingekocht konden worden. Samen ontwikkelden Reeb en Küchen een nieuwe 350cc-kopklepmotor voor Victoria én voor Horex, maar beide blokken waren niet identiek. Victoria eiste kooilagers voor de drijfstang en een "hetere" nokkenas, waardoor de blokken voor Victoria 2 pk extra leverden. Dankzij de inbreng van Küchen had het blok, vooral het linker carterdeksel, een druppelvormige stroomlijn gekregen, waardoor het er veel strakker uitzag dan de Sturmey-Archer blokken. In 1939 kwamen de machines op de markt, de Horex SB 35 een half jaar later dan de Victoria KR 35. Het uitbreken van de Tweede Wereldoorlog maakte al snel een einde aan de SB 35, maar Victoria kreeg van de Wehrmacht opdracht om 11.000 Victoria KR 350 WH-ordonnancemotoren te leveren. Dat betekende ook tijdens de oorlog werk voor Horex-Columbus, dat de motorblokken leverde. Toen Horex in 1948 weer begon met de productie van motorfietsen waren dat SB 35's waarvan er tot eind 1949 ongeveer 2.000 werden geproduceerd. Een aantal daarvan had al een telescoopvork.